# Al-Azhar Al-Sharif
Al-Azhar Al-Sharif est un organisme scientifique islamique et la plus grande institution religieuse d'Égypte. Son siège est situé dans le bâtiment du Sheikhdom d'Al-Azhar au centre de la capitale égyptienne, Le Caire. L'histoire de la création de la mosquée Al-Azhar remonte à l'an 972 par le calife fatimide Al-Muizz Li-Din Allah. Elle est considérée comme la troisième plus ancienne université du monde après les universités Al-Zaytoonah et Al-Qarawiyyin.
L'institution d'Al-Azhar dans sa forme actuelle a été réorganisée conformément à la loi no 10 de 1911, modifiée par les lois no 32 et 33 de 1923, puis la loi no 103 de 1961, qui stipulait qu'Al-Azhar est le principal organisme scientifique islamique basé sur la préservation et l'étude du patrimoine islamique, et il a une personnalité morale indépendante, dirigée par lui. Il est dirigé par le grand imam d'al-Azhar, actuellement Ahmed el-Tayeb, et se compose de plusieurs organes de base.

## Organismes affiliés
- Autorité des grands universitaires d'Al-Azhar.
- Le Conseil Suprême d'Al-Azhar
- Académie de recherche islamique.
- Mosquée Al-Azhar.
- Université al-Azhar[1].
- Ville des résurrections islamiques.
- Instituts Azhar.
- Bibliothèque Al-Azhar.
- Observatoire Al-Azhar pour la lutte contre l'extrémisme.

## L'imam d'Al-Azhar
Le Grand Imam de la mosquée al-Azhar (en) — actuellement Ahmed Mohamed el-Tayeb — est la plus haute autorité de l'islam acharite en Égypte. Il est considéré comme un « porte-parole » du gouvernement égyptien[réf. nécessaire] — il est fonctionnaire d'État et nommé par le chef de l’État — et adopte des positions politiques qui lui en sont proches. Ses positions ne font pas toujours l'unanimité au sein d'Al-Azhar, et encore moins dans le monde musulman. Imam jusqu'en 1996, le cheik Gad al-Haq Ali Gad al-Haq a par exemple légitimé la peine de mort pour tout musulman qui apostasie. Il émit aussi une fatwa demandant au gouvernement égyptien d'exécuter toutes les personnes qui sont contre l'excision.
Le 24 février 2000, le pape Jean-Paul II a rendu une visite historique à l'imam de l'université Al-Azhar Mohammed Sayyed Tantaoui. À travers cette université et son chef, l'islam « modéré » égyptien a pu être appelé l'« arbitre de la pensée islamique moderne ». À l'issue de cette rencontre a été créé un Comité mixte pour le Dialogue établi par le Comité permanent d'Al-Azhar pour le dialogue avec les religions monothéistes et le Conseil pontifical pour le dialogue interreligieux, qui se réunit une fois par an au Caire ou à Rome le 24 février, date anniversaire de la rencontre.